# Стадли, Иэн, 13-й граф Сифилд
Иэн Дерек Фрэнсис Огилви-Грант, 13-й граф Сифилд (англ. Ian Derek Francis Ogilvie-Grant, 13th Earl of Seafield; род. 20 марта 1939) — британский пэр и землевладелец. Он носил титул учтивости — виконт Рейдхейвен с 1939 по 1969 год.

## Предыстория
Родился в Челси 20 марта 1939 года. Единственный сын Дерека Герберта Стадли-Герберта (1907—1960) и Нины Кэролайн Огилви-Грант, 12-й графини Сифилд (1906—1969), единственной дочери Джеймса Огилви-Гранта, 11-го графа Сифилда (1876—1915). Он получил образование в Итонском колледже.
30 сентября 1969 года после смерти своей матери 13-го графа Сифилда (Пэрство Шотландии), 13-го виконта Рейдхейвена (Пэрство Шотландии), 13-го виконта Сифилда (Пэрство Шотландии), 13-го лорда Огилви из Дескфорда и Каллена (Пэрство Шотландии) и 13-го лорда Огилви из Каллена (Пэрство Шотландии).
Будучи главой поместья семьи Сифилд, которой принадлежали 84 500 акров, он является одним из главных землевладельцев в Шотландии. Семейная резиденция — Каллен-хаус, а замок Грант был продан в 1983 году.
Он был членом Палаты лордов с 1969 года, но после принятия Акта о Палате лордов 1999 года лишился свое места в верхней палате парламента. Он был связан с Консервативной партией . Лорд Сифилд был одним из крупнейших спонсоров успешной кампании «Нет» в преддверии референдума о независимости Шотландии в 2014 году.

## Личная жизнь
5 октября 1960 года в Савойской часовне Иэн Дерек Стадли женился на Мэри Дон Маккензи Иллингвор, дочери Генри Джорджа Коутса Иллингворта и Вайолет Доун Голд, внучке сэра Перси Иллингворта. У супругов было двое сыновей:
- Джеймс Эндрю Огилви-Грант, виконт Рейдхейвен (род. 30 ноября 1963), старший сын и предполагаемый наследник.
- Достопочтенный Александр Дерек Генри Огилви-Грант (род. 26 января 1966), в 1995 году он женился на Люси Клэр Поттс, дочери Генри Поттса из Эглингем-холла, и имел детей:
  - Джон Фрэнсис Генри Огилви-Грант (род. 2000)
  - Иван Джеймс Валентайн Огилви-Грант (род. 2003)
  - (Джеймс) Эней Огилви-Грант (род. 2006).

Лорд Сифилд расстался со своей женой в августе 1969 года, а в июле 1971 года пара развелась . Вскоре после этого 27 июля 1971 года он снова женился на Лейле Рефаат (род. 1944), дочери Махмуда Рефаата из Каира .